# Los caballeros de cemento
Los caballeros de cemento es una película de Argentina en blanco y negro dirigida por Ricardo Hicken sobre su guion basado en su propia obra Los señores de Palermo que se estrenó el 1 de junio de 1933 y que tuvo como protagonistas a Luis Arata, José Otal, Blanca Ramos, Arturo Bamio y Mecha Delgado. Fue en realidad la primera película argentina sonora sin discos, pues se filmó en 1930, pero su estreno se demoró y se produjo después del de ¡Tango! y de Los tres berretines.

## Sinopsis
Un grupo de vagabundos que se hacen pasar por millonarios ocupa una casa lujosa.

## Reparto
Los intérpretes que colaboraron en la película fueron:
- Luis Arata
- José Otal
- Blanca Ramos
- Mecha Delgado
- Pascual Pelliciota
- Florindo Ferrario
- Olimpio Bobbio
- Arturo Bamio
- Francisco Plastino
- Arturo Bagno
- Carlos Bertoldi
- Eduardo González

## Comentario
La crítica de La Prensa dijo: “Sólo busca muy sencillamente hacer reír con manida fábula de farsa. Lo consigue”.